# Prêmio APCA de Arquitetura
Prêmio APCA de Arquitetura é uma das áreas laureadas pelo Prêmio APCA, tradicional premiação brasileira criada em 1956 pela Associação Paulista de Críticos Teatrais (atual Associação Paulista de Críticos de Arte). A área de Arquitetura passou a ser parte do Prêmio APCA em 2010 a partir de uma solicitação do Instituto de Arquitetos do Brasil, que organizou um parecer e um abaixo-assinado com 450 assinaturas.
Os ganhadores do Prêmio APCA são escolhidos anualmente entre o final de novembro e o início de dezembro durante a reunião dos críticos membros da APCA. Algumas categorias podem ter uma pré-seleção semestral de finalistas, de acordo com a necessidade. Cada crítico vota exclusivamente dentro de sua área de atuação, selecionando, no máximo, sete categorias em cada área, que podem sofrer alterações a cada ano de acordo com a percepção dos críticos sobre o que seria mais pertinente em cada período. Também há a exigência de que um mínimo de três críticos de cada área estejam presentes à votação, o que pode fazer com que não ocorra premiação para determinadas categorias em alguns anos por falta de quórum.
Em 2020, devido à pandemia de COVID-19, os vencedores da 65.ª edição do Prêmio APCA foram definidos com atraso (em janeiro de 2021) e cada área teve excepcionalmente menos categorias do que nos anos anteriores (no caso de Arquitetura, três categorias ao invés de sete).

## Vencedores por ano

### 2010
| Categoria                        | Vencedor                                                                                           |
| -------------------------------- | -------------------------------------------------------------------------------------------------- |
| Obra de arquitetura em São Paulo | CEU Guarulhos Pimentas Mario Biselli e Arthur Katchborian                                          |
| Obra de arquitetura no Brasil    | Sede do Sebrae Brasília Alvaro Puntoni, Luciano Margotto Soares, Jonathan Davies e João Sodré      |
| Obra de arquitetura no exterior  | Museu da Memória e dos Direitos Humanos (Santiago, Chile) Mario Figueroa, Lucas Fehr e Carlos Dias |

Votaram: Abilio Guerra, Fernando Sarapião, Guilherme Wisnik, Mônica Junqueira de Camargo e Renato Anelli

### 2011
| Categoria                        | Vencedor                                                                        |
| -------------------------------- | ------------------------------------------------------------------------------- |
| Homenagem pelo conjunto da obra  | Marcello Fragelli                                                               |
| Cliente / Promotor               | Otávio Zarvos Idea!Zarvos                                                       |
| Difusão                          | Raul Juste Lores Folha de S.Paulo                                               |
| Urbanidade                       | Flip - Feira Literária Internacional de Paraty Mauro Munhoz e Casa Azul         |
| Obra de arquitetura em São Paulo | Biblioteca São Paulo Aflalo/Gasperini, Dante Della Manna e Univers Design       |
| Obra de arquitetura no Brasil    | Mirante da Paz - Complexo Elevador Rubem Braga João Batista Martinez Corrêa     |
| Projeto referencial              | Projeto alternativo para o programa Minha Casa, Minha Vida João Filgueiras Lima |

Votaram: Abilio Guerra, Fernando Sarapião, Guilherme Wisnik, Maria Isabel Villac, Mônica Junqueira de Camargo, Nadia Somekh e Renato Anelli

### 2012
| Categoria                       | Vencedor                                                              |
| ------------------------------- | --------------------------------------------------------------------- |
| Homenagem pelo conjunto da obra | Paulo Mendes da Rocha                                                 |
| Fronteiras da arquitetura       | Montagem da 30.ª Bienal de Arte de São Paulo Metro Arquitetos         |
| Obra de arquitetura             | Praça das Artes Brasil Arquitetura e Marcos Cartum                    |
| Cliente / Promotor              | Carlos Augusto Calil Secretaria de Cultura da Prefeitura de São Paulo |
| Projeto referencial             | Hidroanel São Paulo Alexandre Delijaicov, André Takiya e Milton Braga |
| Revelação                       | Carla Juaçaba Pavilhão Humanidade 2012                                |
| Urbanidade                      | Héctor Vigliecca                                                      |

Votaram: Abilio Guerra, Fernando Sarapião, Guilherme Wisnik, Maria Isabel Villac, Mônica Junqueira de Camargo, Nadia Somekh e Renato Anelli

### 2013
| Categoria                 | Vencedor                                                                                |
| ------------------------- | --------------------------------------------------------------------------------------- |
| Melhor obra               | Biblioteca Brasiliana Guita e José Mindlin Eduardo de Almeida e Rodrigo Loeb            |
| Promoção à pesquisa       | Concurso Internacional Estação Antártica Comandante Ferraz                              |
| Fronteiras da arquitetura | Bom Retiro 958 metros Iluminação: Guilherme Bonfanti / Direção de arte: Carlos Teixeira |
| Conjunto da obra          | Carlos Lemos                                                                            |
| Registro de arquitetura   | Nelson Kon                                                                              |
| Urbanidade                | Conjunto Habitacional do Jardim Edite MMBB Arquitetos e H+F Arquitetos                  |
| Obra referencial          | Centro Paula Souza Francisco Spadoni e Pedro Taddei                                     |

Votaram: Abilio Guerra, Maria Isabel Villac, Fernando Serapião, Guilherme Wisnik, Mônica Junqueira de Camargo, Nadia Somekh e Renato Anelli

### 2014
| Categoria                       | Vencedor |
| ------------------------------- | --- |
| Homenagem pelo conjunto da obra | Gian Carlo Gasperini |
| Fronteiras da arquitetura       | Maneiras de Expor: a Arquitetura Expositiva de Lina Bo Bardi, curadoria de Giancarlo Latorraca Museu da Casa Brasileira                             |
| Projeto urbano                  | Ponte Bayer - passarela móvel sobre o canal Guarapiranga, São Paulo Leob Capote Arquitetura e Urbanismo                                             |
| Urbanidade                      | Reurbanização da favela do Sapé Base 3 Arquitetos - Catherine Otondo, Jorge Pessoa de Carvalho e Marina Grinover                                    |
| Narrativas urbanas              | Cristiano Mascaro |
| Difusão                         | Documentário Bernardes Gustavo Gama Rodrigues e Paulo de Barros                                                                                     |
| Revelação                       | Alojamento estudantil na Ciudad del Saber, Panamá SIC Arquitetura - Eduardo Crafig, Juliana Garcias, Macio Guarnieri, Fabio Kassi e Gabriela Gurgel |

Votaram: Abilio Guerra, Fernando Serapião, Guilherme Wisnik, Maria Isabel Villac, Mônica Junqueira de Camargo e Nadia Somekh

### 2015
| Categoria                       | Vencedor                                                                                   |
| ------------------------------- | ------------------------------------------------------------------------------------------ |
| Homenagem pelo conjunto da obra | Pedro Paulo de Mello Saraiva                                                               |
| Espaço público                  | Parque Sabest em São Paulo Levisky Arquitetos                                              |
| Urbanidade                      | Conjunto de projetos sociais em São Paulo Boldarini Arquitetos Associados                  |
| Obra de arquitetura no exterior | Museu dos Coches em Lisboa Paulo Mendes da Rocha, MMBB Arquitetos e Bak Gordon Arquitectos |
| Obra de arquitetura no Brasil   | Galeria Cláudia Andujar em Inhotim Arquitetos Associados                                   |
| Patrimônio cultural             | Recuperação do Masp Heitor Martins e Adriano Pedrosa                                       |
| Memória                         | Vilanova Artigas, 100 anos Rosa Artigas, pelo conjunto de iniciativas coordenadas          |

Votaram: Abilio Guerra, Fernando Serapião, Guilherme Wisnik, Maria Isabel Villac, Mônica Junqueira de Camargo, Nadia Somekh e Renato Anelli

### 2016
| Categoria                         | Vencedor |
| --------------------------------- | --- |
| Trajetória                        | Sérgio Ferro |
| Urbanidade                        | Projeto Ruas Abertas - Avenida Paulista Fernando Haddad |
| Obra de arquitetura               | Escola Senai São Caetano do Sul NPC Grupo de Arquitetura |
| Preservação de patrimônio moderno | Luciano Brito Galeria - antiga Residência Castor Delgado Perez Promotora: Luciana Brito / Readequação arquitetônica: Piratininga Arquitetos / Readequação paisagística: Klara Kaiser, Koiti Mori e André Paoliello                     |
| Pesquisa                          | Atlas Fotográfico da Cidade de São Paulo e Arredores em Inhotim Tuca Vieira |
| Fronteiras da arquitetura         | Cerimônia de Abertura dos Jogos Olímpicos do Rio de Janeiro Fernando Meirelles, Daniela Thomas e Andrucha Waddington |
| Apropriação urbana                | Ocupação Hotel Cambridge Líder comunitária: Carmen Ferreira da Silva / Coordenador do Grupo de Refugiados e Imigrantes Sem Teto: Pitchou Luambo / Curadores da Residência Artística Cambridge: Juliana Caffé, Yudi Rafael e Alex Flynn |

Votaram: Abilio Guerra, Fernando Serapião, Francesco Perrotta-Bosch, Gabriel Kogan, Guilherme Wisnik, Hugo Segawa, Luiz Recaman, Maria Isabel Villac, Mônica Junqueira de Camargo e Nadia Somekh

### 2017
| Categoria                        | Vencedor |
| -------------------------------- | --- |
| Obra de arquitetura em São Paulo | Instituto Moreira Salles (nova sede na Avenida Paulista) Andrade Morettin |
| Urbanidade                       | Sesc 24 de Maio Paulo Mendes da Rocha, MMBB (Marta Moreira, Milton Braga e Fernando de Mello Franco) e Danilo Santos de Miranda                                                             |
| Obra de arquitetura no Brasil    | Moradias de estudantes na Fazenda Canuanã Rosenbaum (Marcelo Rosenbaum e Adriana Benguela), Aleph Zero (Gustavo Utrabo e Pedro Duschenes) e Ita Construtora (Helio Olga)                    |
| Obras referenciais               | Alberto Xavier |
| Fronteiras da arquitetura        | Guto Lacaz |
| Resistência urbana               | Bixiga; Vai-Vai; Festa de Nossa Senhora Achiropita; Teatro Oficina; União de Mulheres de São Paulo; Casa de Dona Yayá Centro de Preservação Cultural da Universidade de São Paulo (CPC-USP) |
| Difusão cultural                 | Vicente Wissenbach |

Votaram: Abilio Guerra, Fernando Serapião, Francesco Perrotta-Bosch, Gabriel Kogan, Guilherme Wisnik, Hugo Segawa, Luiz Recaman, Maria Isabel Villac, Nadia Somekh e Renato Anelli

### 2018
| Categoria                         | Vencedor |
| --------------------------------- | --- |
| Contribuição à cultura brasileira | Brasil Arquitetura |
| Obra de arquitetura no Brasil     | Universidade Federal do ABC (UFABC) Cláudio Libeskind e Sandra Llovet                                                                          |
| Obra de arquitetura no exterior   | Capela para o Vaticano / Bienal de Arquitetura de Veneza Carla Juaçaba                                                                         |
| Pesquisa e difusão                | Exposição Vkhutemas: o futuro da construção Celso Lima e Neide Jallageas (curadoria) e Goma Oficina (pesquisa e produção) / Sesc Pompeia       |
| Urbanidade                        | BR Cidades Erminia Maricato, Karina Leitão, Paolo Colosso, Carina Serra, João Sette Whitaker, Margaterh Uemura, Lizete Rubano e Celso Carvalho |
| Inovação tecnológica              | Minimod – Mapa Luciano Andrades, Matías Carballal, Rochelle Castro, Andrés Gobba, Mauricio López, Silvio Machado                               |
| Homenagem pelo conjunto da obra   | Rosa Grena Kliass |

Votaram: Abilio Guerra, Fernando Serapião, Francesco Perrotta-Bosch, Gabriel Kogan, Guilherme Wisnik, Hugo Segawa, Luiz Recaman, Maria Isabel Villac, Mônica Junqueira de Camargo, Nadia Somekh e Renato Anelli

### 2019
| Categoria                                                         | Vencedor |
| ----------------------------------------------------------------- | --- |
| Melhor obra de arquitetura                                        | Hospital de Urgências de São Bernardo do Campo SPBR Arquitetos - Angelo Bucci                                    |
| Resistência ambiental                                             | Centro Experimental Floresta Ativa Cristina Xavier                                                               |
| Valorização da arquitetura no debate público                      | Gestão IAB-SP 2017-2019                                                                                          |
| Valorização do patrimônio arquitetônico                           | Jornada do Patrimônio Departamento do Patrimônio Histórico (DPH) da Secretaria Municipal de Cultura de São Paulo |
| Trajetória dedicada à universidade pública e à pesquisa acadêmica | Nestor Goulart Reis Filho                                                                                        |
| Urbanidade                                                        | Estação São Paulo-Morumbi 23 Sul Arquitetura                                                                     |
| Apropriação urbana                                                | Redes da Maré |

Votaram: Abilio Guerra, Fernando Serapião, Francesco Perrotta-Bosch, Gabriel Kogan, Guilherme Wisnik, Hugo Segawa, Luiz Recaman, Maria Isabel Villac, Mônica Junqueira de Camargo, Renato Anelli

### 2020
| Categoria                 | Vencedor                                       |
| ------------------------- | ---------------------------------------------- |
| Obra de arquitetura       | Estação Antártica Comandante Ferraz Estúdio 41 |
| Fronteiras da arquitetura | Marcha a ré Nuno Ramos e Teatro da Vertigem    |
| Urbanidade                | Padre Júlio Lancellotti                        |

Votaram: Abilio Guerra, Fernando Serapião, Francesco Perrotta-Bosch, Gabriel Kogan, Guilherme Wisnik, Luiz Recaman, Maria Isabel Villac, Mônica Junqueira de Camargo, Nadia Somekh, Renato Anelli

### 2021
| Categoria                       | Vencedor |
| ------------------------------- | --- |
| Homenagem pelo conjunto da obra | Joan Villá |
| Gestão cultural                 | Miriam Lerner, Giancarlo Latorraca e equipe (organização social A Casa – Museu de Artes e Artefatos Brasileiros frente ao Museu da Casa Brasileira – gestão 2008/2021) |
| Ativismo urbano                 | Movimento Parque Augusta |

Votaram: Fernando Serapião, Gabriel Kogan, Guilherme Wisnik, Luiz Recamán, Maria Isabel Villac e Mônica Junqueira de Camargo

### 2022
| Categoria                       | Vencedor |
| ------------------------------- | --- |
| Melhor obra de arquitetura      | Museu do Ipiranga H+F Arquitetos (Pablo Hereñu e Eduardo Ferroni)                                                           |
| Homenagem pelo conjunto da obra | Eduardo de Almeida |
| Investigação tecnológica        | Helio Olga |
| Revelação                       | Casa dos Terraços Circulares Denis Joelsons                                                                                 |
| Urbanidade                      | Requalificação Urbana e Ambiental da Orla da Ilha Comprida Boldarini Arquitetos Associados (Marcos Boldarini e Lucas Nobre) |

Votaram: Fernando Serapião, Francesco Perrotta-Bosch, Gabriel Kogan, Hugo Segawa, Luiz Recaman, Maria Isabel Villac, Monica Junqueira de Camargo, Renato Anelli